# Revista de Badalona
Revista de Badalona és una publicació local de Badalona, actualment en format digital.
Va ser fundada l'any 1941 com a setmanari dintre de la secció de premsa del Movimiento Nacional local, i posteriorment va ser dirigida de forma independent fins a la seva fusió amb El Punt el 1994. Més tard, va tornar a ser publicada com a capçalera independent entre 2009 i 2011.
El març de 2021, i actualment, torna a funcionar en format digital.

## Història
La revista va aparèixer el 1941 en un context de precària presència de publicacions locals a Badalona, amb la fi de la guerra civil el 1939, tots els diaris, setmanaris i altres publicacions que havien existit fins aleshores havien desaparegut. El maig de 1941, Eduard Antoja Vigo, en aquell moment delegat local de Premsa i Propaganda, va recollir opinions i insinuacions sobre la necessitat de crear un periòdic badaloní. En contacte amb els membres de l'Associació de la Premsa, extinta durant la contesa bèl·lica, tots van creure imprescindible crear una publicació local i es va decidir donar-li el nom de «Revista de Badalona» perquè fos neutre i servís tant en llengua castellana com catalana. El 8 de maig de 1941, Antoja va enviar una instància al govern civil de Barcelona per sol·licitar permís per editar un periòdic local, que finalment fou autoritzat.
El primer número va sortir el 20 de setembre de 1941, amb el lema «Periódico independiente y de información», com es va procurar malgrat les dificultats del moment. Antoja va ser director de la revista fins a l'any 1946, quan va ser designat per a la seva direcció un tal José López Pastor, valencià resident a Montgat i desconegut en els àmbits badalonins, per la qual cosa molts col·laboradors del setmanari van plegar, mentre que altres van mantenir viva la revista, perquè més tard López el va substituir el badaloní Francesc Alsina i Mumbrú, que va dirigir la publicació amb tacte i prudència fins al mes de maig de 1974, moment en què va ser substituït per Estanis Alcover i Martí, redactor de la revista des de feia alguns anys.
Amb la transició política espanyola, i la desaparició del Movimiento Nacional i les seves institucions, la revista va haver de canviar també i es va constituir l'empresa Edicions Badalonines, S.A. per fer-se càrrec de l'edició del periòdic, que, tanmateix, va haver de canviar el nom de capçalera per problemes legals. Es va decidir anomenar la revista «Reforma de Badalona», mantenint les inicials R. de B. Hi hagué problemes de continuïtat de l'antiga revista, però en definitiva era la mateixa publicació, amb els mateixos col·laboradors. El 1977 la revista va poder recuperar el seu títol original, quan Edicions Badalonines va registrar aquesta denominació.
El 1994 es va fusionar amb el diari El Punt, que va donar a l'edició del Barcelonès Nord. La revista va perdre temporalment el seu nom, però va tornar a aparèixer com a suplement mensual d'El Punt badaloní, amb un format diferent. L'any 2000, el Punt i la Revista de Badalona van donar el seu fons de fotografia al Museu de Badalona, una de les majors donacions que ha rebut mai l'arxiu històric de la ciutat. La revista, després va recuperar la capçalera com a publicació mensual gratuïta, i el 2009 va passar a mans de Nautilus Badalona, que la va convertir en una publicació trimestral de pagament. Quatre números més tard de la seva publicació, el 2011, va anunciar que la revista passava a ser bimensual, també de pagament i de venda en quioscos. A més, va iniciar una campanya de captació de subscriptors i recuperar la importància que havia tingut la revista anys enrere. Amb tot, finalment, a causa de la crisi va deixar de publicar-se.
El març de 2021, després de deu anys sense funcionar, una nova editora, Dringa Digital Solutions, va recuperar la revista en format digital.
Al llarg de la seva història, el nombre de col·laboradors de la publicació ha estat enorme, alguns amb més o menys assiduïtat. Destaquen noms de la vida local com Isidre Sabater i Arquer, Miquel Xirgu i Subirà, Josep Maria Cuyàs i Tolosa, Joan Pich i Santasusana i la seva dona Maria Escrihuela i Giró, Tomàs Alcoverro i Muntané, Josep Gual i Lloberes, Màrius Sampere i Passarell, Joan Argenté i Artigal, Maria Aurèlia Capmany i Farnés, entre d'altres.